# Dr. H. Colijnstraat

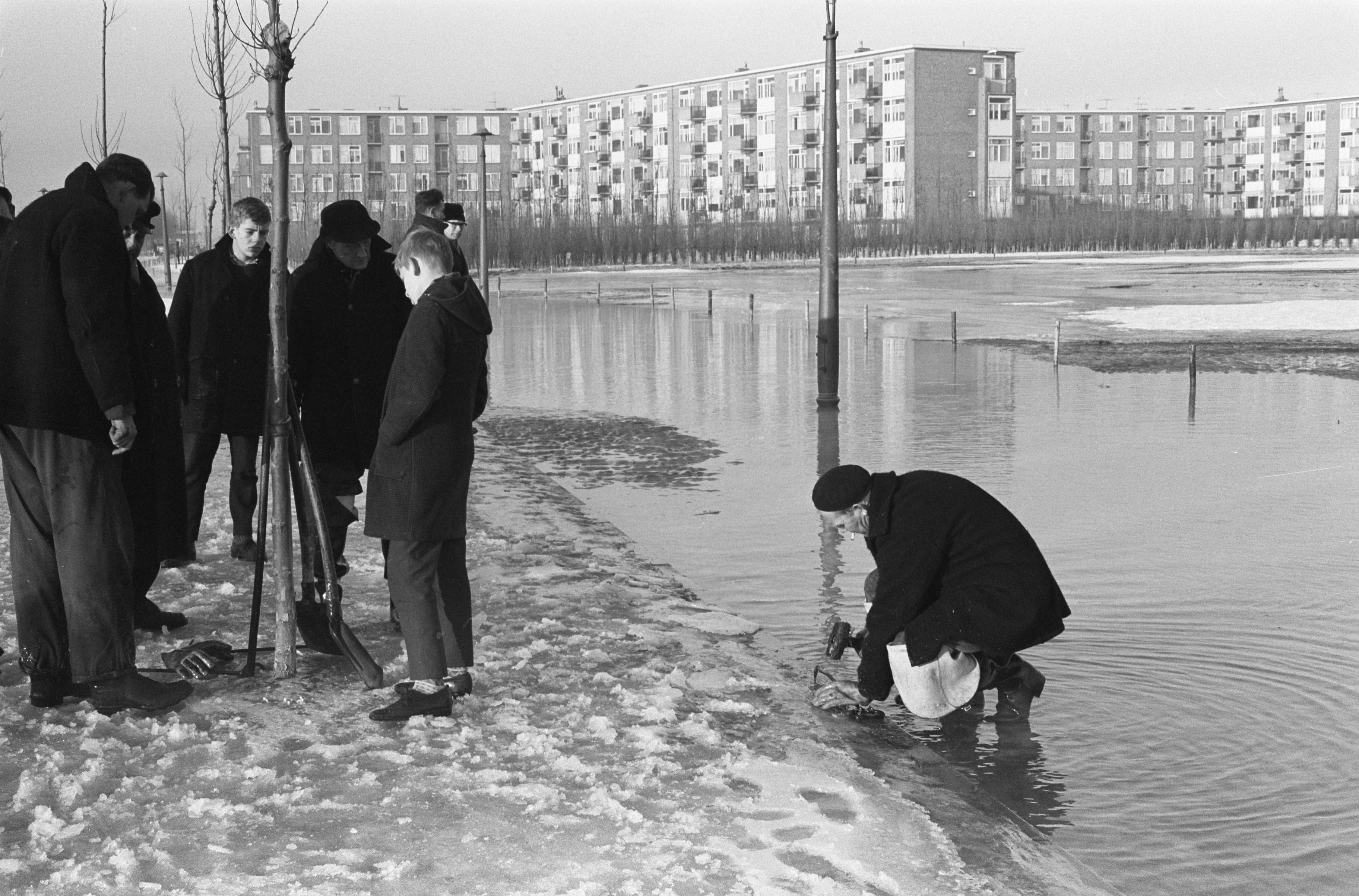
Gesprongen waterleiding op 22 januari 1963 in de straat

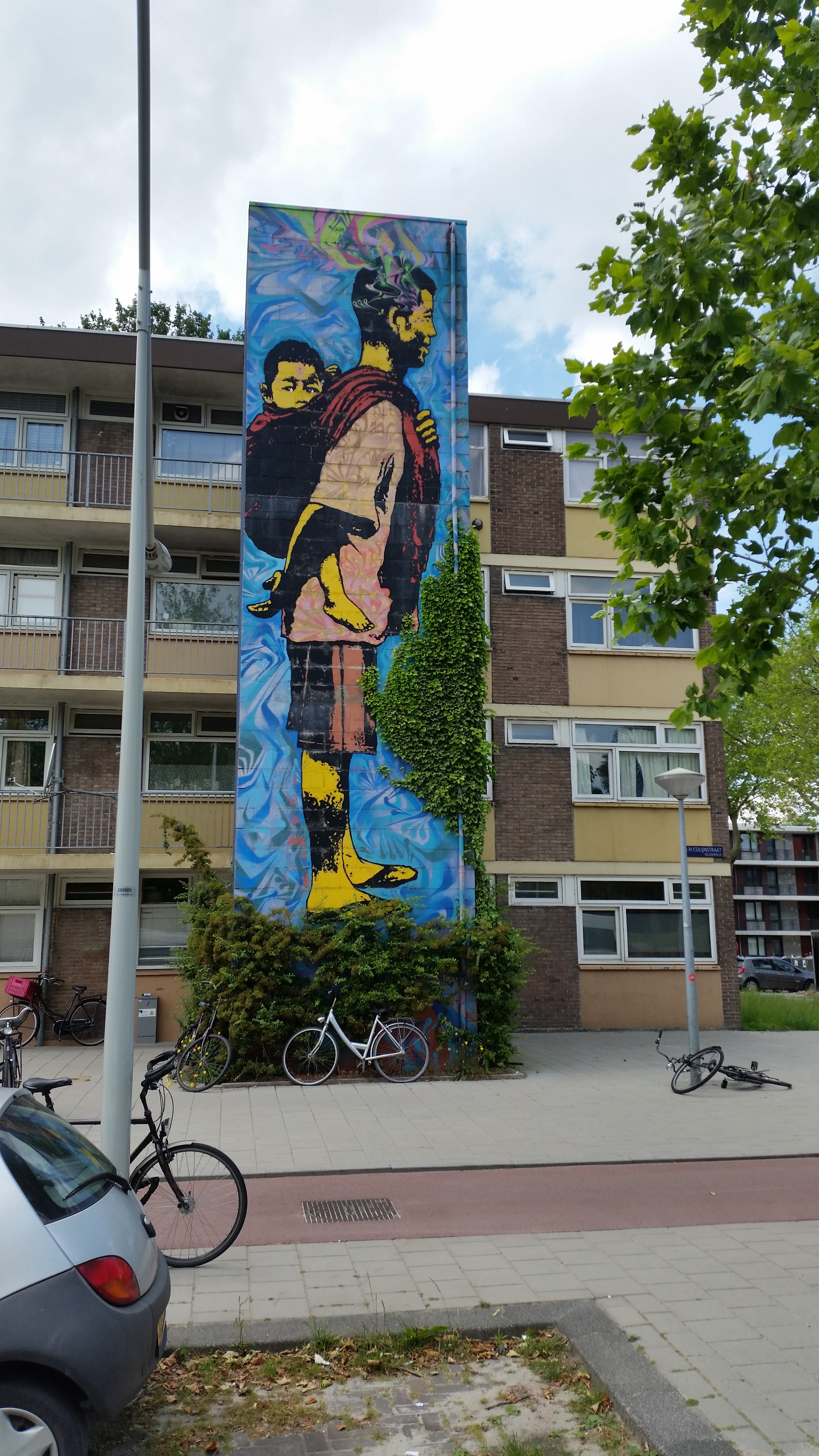
Muurschildering (juni 2019)

De Dr. H. Colijnstraat is een straat in de Amsterdamse wijk Geuzenveld. De zuid-noord lopende straat is in 1956 voor het verkeer opengesteld en maakt onderdeel uit van de doorgaande rondweg Geuzenveld.

## Geschiedenis en ligging
De straat is bij een raadsbesluit van 11 december 1953 vernoemd naar de ARP politicus Hendrik Colijn.
De straat loopt van de De Savornin Lohmanstraat in het zuiden van de wijk naar de Ruys de Beerenbrouckstraat in het noorden van de wijk. Aan de noordzijde steekt ze door middel van brug 635 de Albardagracht over. De straat kruist onder meer de oost-west lopende Sam van Houtenstraat en de Burgemeester Röellstraat.
Oorspronkelijk was de straat voorzien van klinkerbestrating die in de loop der jaren behoorlijk verzakte. Pas in de loop van de jaren zeventig werd de straat in fasen geasfalteerd.
De hooggelegen Burgemeester Röellstraat eindigde oorspronkelijk met een tweetal afritten voor het viaduct over de straat. Dit viaduct dat voerde naar het ongebruikte dijklichaam lag er na de bouw eind jaren vijftig jarenlang ongebruikt bij behalve een smalle weg voor het bestemmingsverkeer. In 1974 werd het viaduct in gebruik genomen door de naar Geuzenveld verlengde tram 13. De haltes waren door middel van trappen aan de zijkant met het maaiveld verbonden. Aan beide zijde van de trambaan verscheen een brede verkeersweg die echter voorlopige eindigde bij het viaduct voor het Lambertus Zijlplein.
Halverwege de jaren tachtig kwam het viaduct na de voltooiing van de Abraham Kuyperlaan dan eindelijk ook voor het doorgaande wegverkeer in gebruik. Nog geen 10 jaar later werd de weg alweer buiten gebruik gesteld en in 2001 werd het viaduct afgebroken. Het dijklichaam werd afgegraven en de kruising gelijkvloers evenals de trambaan. De straat zelf werd hier een stuk smaller dan voorheen.

## Gebouwen
Door de flatgebouwen lopen de huisnummers op van 1 tot en met 947, waarbij er in de even huisnummers grote hiaten zitten, daar is veel minder bebouwing.
De meeste oorspronkelijke bebouwing in de noordzijde van de straat is begin 21e eeuw afgebroken, waaronder woningen ontworpen door Ben Merkelbach en Piet Elling en een kleuterschool van Ben Ingwersen. Ze werd vervangen door nieuwbouw, zowel hoog- als laagbouw. Aan de rand van het Eendrachtspark verscheen het (relatief) enorme Parkrandgebouw op de plaats waar ooit drie blokken portiekflats haaks op het park stonden. Het gebouw heeft de vorm van een enorm stedelijk blok dat is uitgehold met grote gaten.
Ook het voormalige gebouw en parkeerterrein van het Centraal Bureau Rijvaardigheidsbewijzen dat aan de westzijde op de hoek met de Ruys de Beerenbrouckstraat stond is verdwenen. Dit parkeerterrein werd ook gebruikt als festivalterrein, onder meer voor een optreden van de Amsterdamse popgroep Space 7 op Koninginnedag 1969. Na de komst van een nieuw gebouw voor het CBR is het gebouw nog enige tijd gebruikt voor opvang van vluchtelingen. Tegenwoordig bevindt zich op de plek het "Colijnhof", een appartementencomplex.
Aan de westzijde van de straat is in 2011 een zorgcomplex voor ouderen gebouwd, met op de begane grond een ontmoetingscentrum voor de buurt. Door de crisis in de bouw rond 2010 is de overige in de straat voorziene nieuwbouw nog niet gerealiseerd. In het midden en aan de zuidzijde van de straat staat de meeste oorspronkelijk bebouwing er nog steeds.
De Sionskerk uit 1956 van architect Cornelis van der Bom op nummer 82 werd van de sloop gered, maar wel verbouwd tot moskee.
Aan de zuidkant van de straat bevindt zich een rosarium en tot 2016 een Amsterdamse H-school, de Pieter Jelles Troelstraschool inmiddels door nieuwbouw vervangen. In het verlengde van de straat ligt het Geuzeneiland.

## Kunst
In de straat zijn diverse uitingen van kunst in de openbare ruimten te vinden. In de opengewerkte gevel van de genoemd Parkrandflat zijn sterk vergrote interieurobjecten te vinden. Op de flat met huisnummers 15-93 is sinds 2015 een muurschildering te zien. Deze is aangebracht door straatkunstenaar Stinkfish (pseudoniem van de Hongaar Dulce Hogar) en bestaat uit een 150 M2 grote schildering van man met kind op de rug, gebaseerd op een door hem genomen foto in Nepal 2013. Een tweede schildering werd gezet in juni 2019 en kreeg de titel Memories mee en werd door straatkunstenaar Bastardilla aangebracht op een blinde gevel van een flat op de kruising met de Burgemeester Röellstraat.

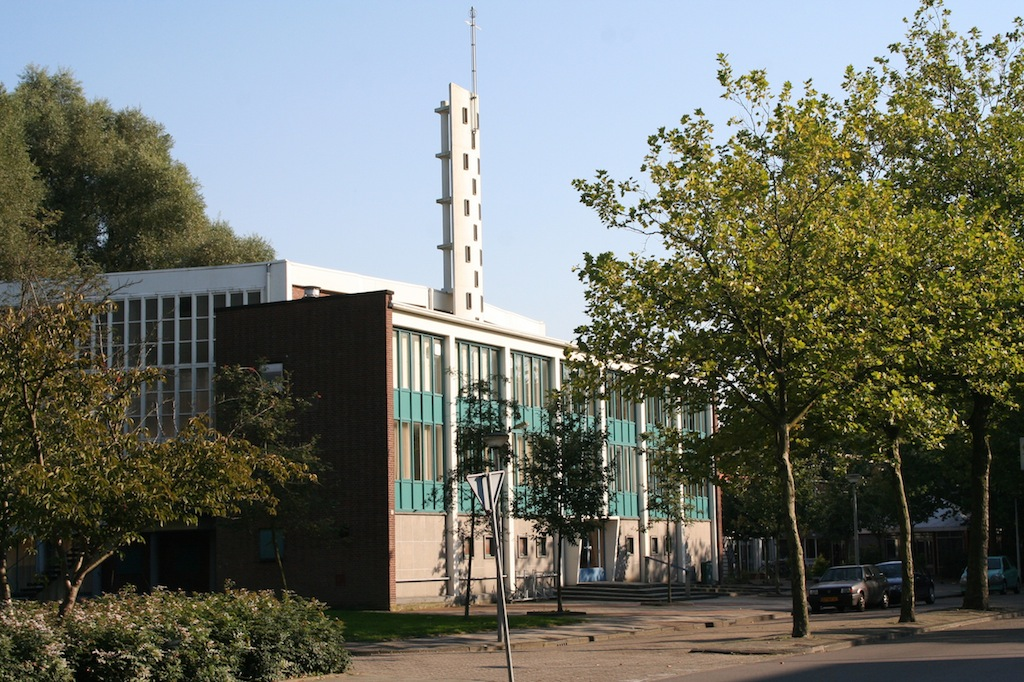
Sionskerk voor de verbouwing (2005)

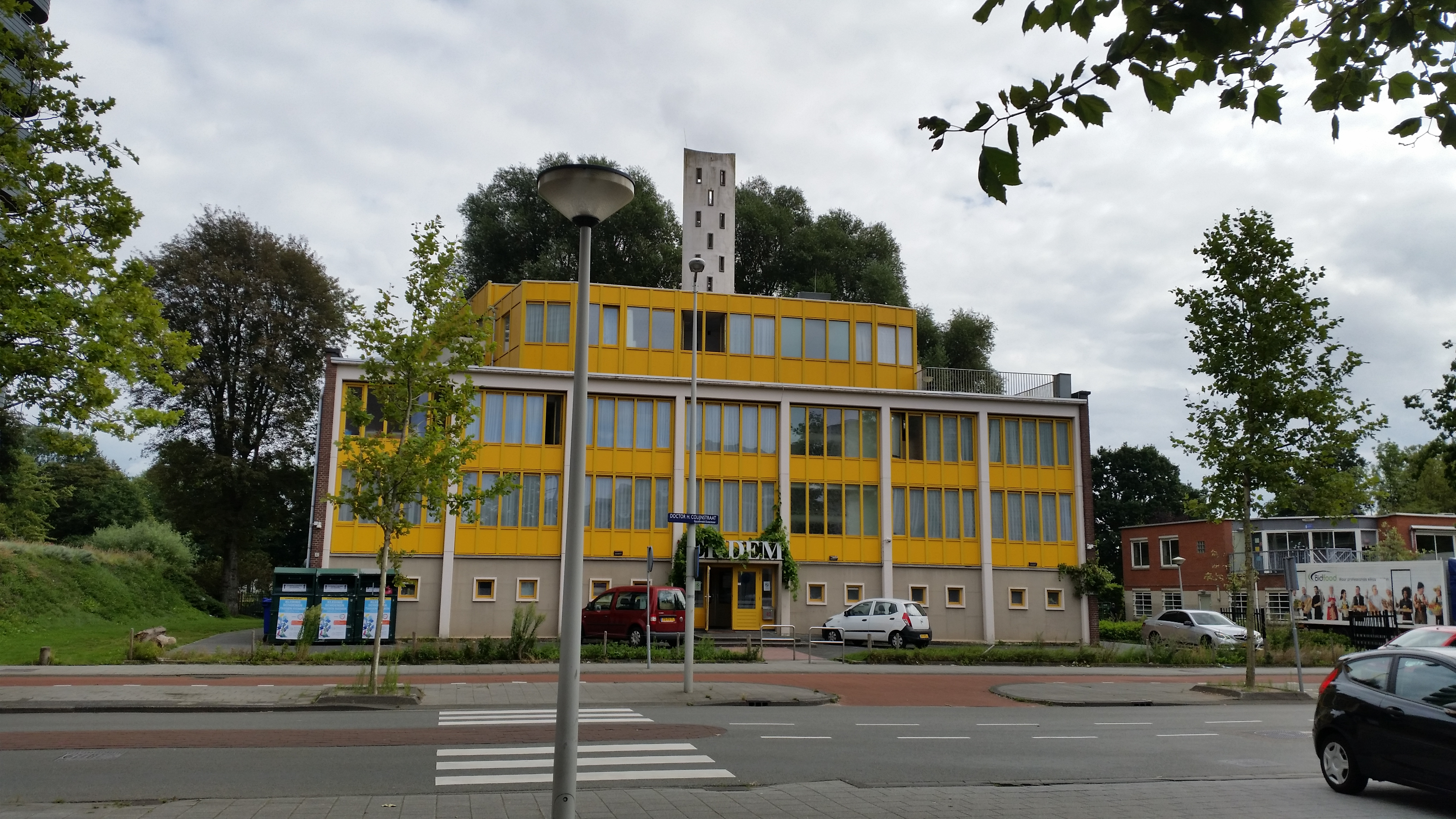
Moskee na verbouwing (2020)